# Strážnice (zámek)
Strážnice je hrad přestavěný na zámek na severním okraji stejnojmenného města v okrese Hodonín. Gotický hrad byl založen ve druhé polovině třináctého století a Žerotínové ho nechali v šestnáctém století přestavět na renesanční zámek. Dochovaná podoba je výsledkem klasicistních a romantických úprav z devatenáctého století. Zámecký areál je chráněn jako jako kulturní památka ČR.

## Historie
Královský hrad byl ve Strážnici založen někdy po roce 1260, kdy bylo po bitvě u Kressenbrunnu Strážnicko trvale připojeno k Českému království. Jeho vznik ve druhé polovině třináctého století dokládají archeologické nálezy, ale první písemná zmínka o něm pochází až z roku 1302, kdy na hradě snad sídlil Milota z Dědic. Spolu s hrady v Uherském Ostrohu a Veselí nad Moravou měl strážnický hrad chránit novou hranici před útoky z Uher.
Na počátku čtrnáctého století hrad patřil českým králům, ale možným zástavním držitelem byl také Vok z Kravař, který se oženil s jednou z nemanželských dcer krále Přemysla Otakara II. Ověřeným držitelem hradu z rodu pánů z Kravař byl až Vokův syn Beneš (1330–1375).
Na počátku husitských válek byla Strážnice v majetku Petra ze Strážnice významným husitským centrem na jižní Moravě. V roce 1421 začalo okolí plenit uherské vojsko, a Petr ze Strážnice se pod jeho tlakem od husitství odklonil a uznal Zikmunda Lucemburského za krále. Později se opět přidal na stranu kališníků, u kterých zůstal až do své smrti v roce 1434. Petrův syn Jiří ze Strážnice hrad přestavěl v pozdně gotickém slohu. Roku 1468 se na hradě setkali Jiří z Poděbrad a Matyáš Korvín, a domluvili zde Matyášův sňatek s Kateřinou z Poděbrad.
Po smrti Jiřího z Kravař připadlo strážnické panství Alžbětě, jedné z jeho čtyř dcer. Jejím druhým manželem se stal Petr IV. z Rožmberka, který město, hrad a řadu dalších vesnic roku 1486 zastavil Janovi ze Žerotína. Janovi synové Jan, Viktorín, Jiřík, Bartoloměj a Bernart majetek roku 1501 získali do svého vlastnictví a samotná Strážnice připadla Janovi ze Žerotína. V roce 1568 Strážnici zdědila kolínská větev Žerotínů zastoupená Janem Jetřichem, který hrad přestavěl na renesanční zámek.
V letech 1604–1606 Strážnicko trpělo nájezdy Bočkajových oddílů během povstání Štěpána Bočkaje proti Habsburkům. Opevněný zámek chránila silná posádka, a proto ho vzbouřenci nedokázali dobýt. Během českého stavovského povstání panství patřilo Janu Fridrichovi ze Žerotína, který se ho díky dluhům nezúčastnil. Přesto byl potrestán pokutou osmi tisíc moravských zlatých za aktivity svého otce Jana Jetřicha. Během třicetileté války se zámek roku 1621 ubránil uherskému útoku, ale panství bylo znovu zpustošeno v roce 1623. Jan Jetřich ze Žerotína potom odešel do exilu a panství po jeho smrti v roce 1628 koupil plukovník a válečný rada František z Magni.
Roku 1671 zemřel Františkův syn Štěpán z Magni a správu panství převzala vdova hraběnka Anna Kateřina ze Žďáru známá utiskováním poddaných. Když roku 1683 město přepadli uherští povstalci, část měšťanů utekla na zámek, kde se útočníkům bránili. Hraběnka je však obvinila ze spolčení s útočníky. V roce 1691 poddaní ve městě povstali a Anna Kateřina se musela zachránit nočním útěkem do Bzence. Dalším dvěma útokům povstaleckého vojska Františka Rákócziho zámek odolal roku 1704.
Zadlužené panství v roce 1765 získal hrabě František Karel z Magni, který založil park, zámeckou knihovnu a kapelu zaměřenou na italskou světskou hudbu.  Podobu zámku významně ovlivnil František Antonín z Magni, který zámek po roce 1840 přestavěl v pozdně klasicistním slohu. Romantizující úpravy proběhly v padesátých letech 19. století za Filipa Magnise. Posledním majitelem strážnického zámku byl Antonín Magnis, který zemřel roku 1944. O rok později byl strážnický zámek zestátněn. Dnes je zámek sídlem Národního ústavu lidové kultury.

## Současnost
Zámecký areál je chráněn jako jako kulturní památka ČR. V zámku sídlí Národní ústav lidové kultury. Ve zpřístupněné části je možné si v návštěvních hodinách prohlédnout mimo jiné zámeckou knihovnu se třinácti tisíci svazky, zámeckou kapli a expozici nástrojů lidové hudby.

## Stavební podoba

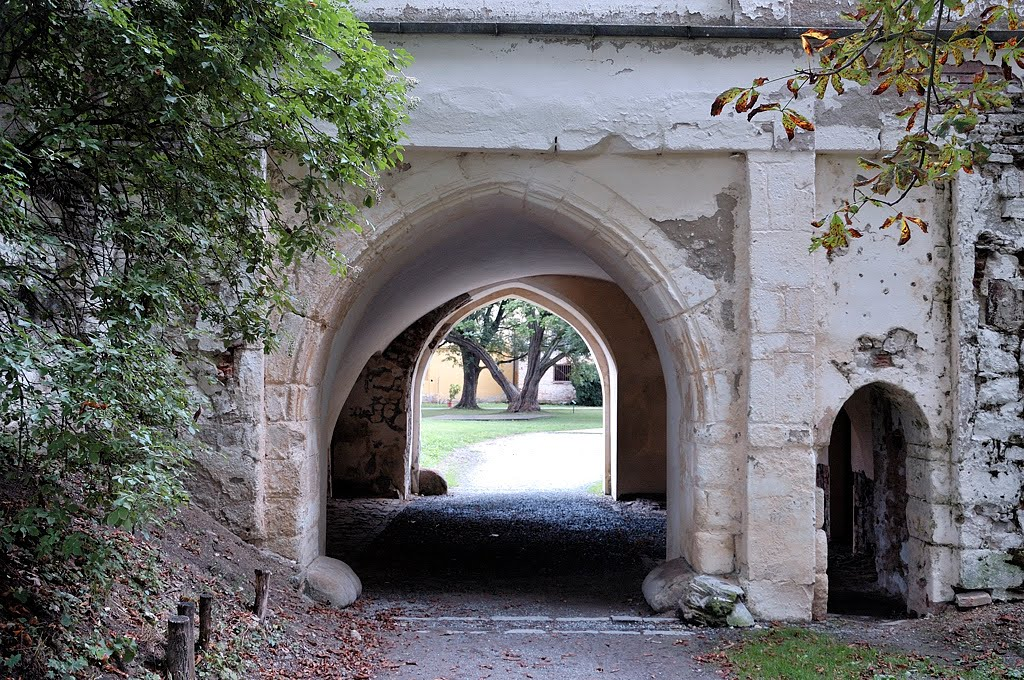
Černá brána

Z původního hradního jádra o rozměrech 33 × 38 metrů se v zámecké budově dochovala podstatná část obvodové hradby silné až 2,8 metru, která tvoří její vnější obvodovou zeď. Na jižní straně byla hradba zbořena až při barokních úpravách po roce 1723. V severozápadním nároží také zůstaly pozůstatky obytné hranolové věže o rozměrech 10,5 × 10,5 metru, na kterou navazoval západní palác. Do hradu se vstupovalo přes valem chráněné předhradí portálem na severní straně. Před ním bylo po husitských válkách postaveno nové předbraní. Ve stejné době vznikl za Jiřího ze Strážnice nový východní palác.
Z pozdně gotické přestavby pánů ze Žerotína se dochoval objekt Černé brány s velkým portálem a brankou pro pěší. Z období renesance pochází klenby v obou palácích, které nově spojila patrová lodžie. Nádvorní strany paláců byly vybaveny arkádami podepřenými v patře toskánskými sloupky. Z původních dvou věžic se dochovala pouze ta v jihozápadním nároží, zatímco sokl druhé z nich později posloužil k vybudování klasicistní nástavby. Nejspíše před polovinou šestnáctého století zámek získal nové opevnění tvořené pěti bastiony, které v období baroka doplnil ravelin před Černou bránou.